# Herpetogramma aeglealis
Herpetogramma aeglealis là một loài bướm đêm trong họ Crambidae.

## Hình ảnh

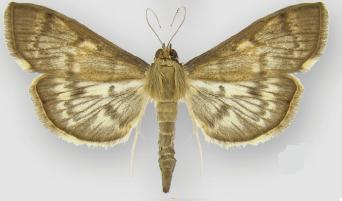
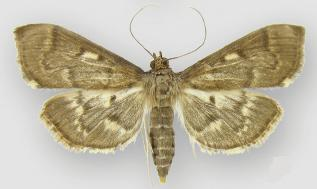